# S.I.C.
S.I.C.（エス・アイ・シー、Super Imaginative Chogokin）とは、BANDAI SPIRITSが販売を行うフィギュアのシリーズ名である。

## 概要
竹谷隆之、安藤賢司といった人気原型師を起用し、石ノ森章太郎原作の東映特撮作品に登場するキャラクターを原型師独自の解釈で立体化したものである。「Chogokin」の名は、すでに人気を得ていた『超合金魂』の延長線上に位置するハイターゲット商品であることを意味している。
当初は固定ポーズのスタチュー的フィギュアであったが、VOL.11「サイドマシーン&キカイダー」以降は関節可動を特徴の一つとしたアクションフィギュアとなる。また、VOL.6「イナズマン」における「外装を換装することによるフォームチェンジ」ギミックも、本商品の特徴として積極的に取り入れられていった。
一部商品は限定生産となっているが、実際には、限定生産ではない商品も在庫が売れてしまえば再発が行われない限りは店頭に並ぶことはほぼなく、専門のショップやネットオークションなどではプレミアム価格で取引されている。また、再販が行われた場合でも、パッケージの色合いなどに微妙な差異が見られる場合も多々ある。

## 歴史
1995年ごろよりアクションフィギュアブームが起き、マクファーレントイズの『スポーン』やバンダイの『超合金魂』『マスターグレード』など大人の鑑賞にも耐えうる玩具に注目が集まっていた。バンダイでは、新たなハイターゲット向け商品としてホビージャパン発行の書籍『S.M.H.』に掲載された竹谷隆之らによる作例の商品化を検討し、この企画自体は実現には至らなかったものの、「竹谷のような、マニア界隈において著名な原型師の手で日本のキャラクターをアクションフィギュアとしてリメイクする」というコンセプトは開発が継続され、その第1弾として『人造人間キカイダー』が採用された。
他方、1997年に石ノ森が東映に『キカイダー00』と『ロボコン』のテレビ新作の企画を持ち込んでおり、この企画が上述したバンダイ側の企画と結びついたことで、ジオラマストーリー『KIKAIDER 00』として具体化に至る。これは石ノ森最晩年の時期であり、VOL.1「キカイダー」とVOL.2「ビジンダー」の原型は石ノ森自ら病床で監修した。
1998年3月、東京おもちゃショーバンダイブースにおいて試作品が展示され大きな話題を呼び、同年12月にVOL.1「キカイダー」を発売。それに連動して雑誌『月刊ホビージャパン』1999年1月号より『KIKAIDER 00』の連載も開始された。平成仮面ライダーシリーズの開始やTVアニメ『人造人間キカイダー THE ANIMATION』などとの相乗効果により人気を高め、『00』完結後は仮面ライダーシリーズを中心としたラインナップへと移行していく。

## 商品一覧

### S.I.C.
| VOL    | 品名                                                                | 発売       | 原型製作                            | 主なポイント |
| ------ | ------------------------------------------------------------------- | ---------- | ----------------------------------- | --- |
| VOL.1  | キカイダー                                                          | 1998年12月 | 竹谷隆之                            | 良心回路を脱着可能。 |
| VOL.2  | ビジンダー                                                          | 1998年12月 | 安藤賢司                            | オリジナル武器「エンジェル・クロウ」「エンジェル・ファング」を装着可能。 |
| VOL.3  | キカイダー00                                                        | 1999年2月  | 安藤賢司                            | オリジナル武器「電磁ブレード」「電磁ファング」「アークエンド用腕部」を装着可能。 |
| VOL.4  | ハカイダー                                                          | 1999年5月  | 竹谷隆之                            | 脳パーツを換装することで光明寺ハカイダーとギルハカイダーを再現可能。 |
| VOL.5  | キカイダー01                                                        | 1999年7月  | 安藤賢司                            | オリジナル武器「ゼロワンブースター」を装着可能。 |
| VOL.6  | イナズマン                                                          | 1999年9月  | 竹谷隆之                            | サナギマンへの換装可能。 |
| VOL.7  | 仮面ライダー                                                        | 2000年2月  | 竹谷隆之（頭部） 安藤賢司（ボディ） | 旧1号仕様。ショッカーライダーへの換装可能。 |
| VOL.8  | 仮面ライダー2号                                                     | 2000年6月  | 竹谷隆之（頭部） 安藤賢司（ボディ） | 新2号仕様。旧2号への換装可能。 |
| VOL.9  | 仮面ライダーV3                                                      | 2000年8月  | 安藤賢司                            | 「帰ってきたV3」への換装可能。 |
| VOL.10 | ロボット刑事K                                                       | 2000年11月 | 安藤賢司                            | トレンチコートの装着、萬画版の終盤に登場する武装開放状態への換装が可能。 |
| VOL.11 | サイドマシーン&キカイダー                                           | 2001年3月  | 竹谷隆之                            | 初のフル可動モデル。 |
| VOL.12 | ハカイダー&バイク                                                   | 2001年9月  | 竹谷隆之                            | |
| VOL.13 | 仮面ライダークウガ                                                  | 2001年12月 | 竹谷隆之                            | ライジングマイティ仕様。グローイングフォーム、アルティメットフォームへの換装可能。 |
| VOL.14 | 仮面ライダー&サイクロン                                             | 2002年4月  | 安藤賢司                            | 旧1号仕様。サイクロンのフロントカウルにある立花レーシングクラブのエンブレムを換装することで、ショッカーサイクロン（萬画版）を再現可能。                                                   |
| VOL.15 | 仮面ライダー2号&ショッカーライダー                                  | 2002年8月  | 安藤賢司                            | 初の2体セット。2号は新2号仕様。一文字隼人の素顔頭部パーツが付属。 |
| VOL.16 | 仮面ライダーBLACK RX&仮面ライダーBLACK                              | 2002年10月 | 竹谷隆之                            | RXからBLACKへの換装可能。BLACKの造形は萬画版に準拠。 |
| VOL.17 | シャドームーン&仮面ライダーBLACK（グリーンバージョン）              | 2002年12月 | 竹谷隆之                            | シャドームーンからBLACK（グリーンバージョン、萬画版におけるBlack第1形態に相当）への換装可能。                                                                                             |
| VOL.18 | 仮面ライダーV3&ライダーマン                                         | 2003年2月  | 安藤賢司                            | 2体セット。オリジナル武器としてライダーマンのアタッチメントを装着可能な銃が付属。 |
| VOL.19 | 仮面ライダーアギト                                                  | 2003年6月  | 安藤賢司                            | グランドフォームからフレイム、ストーム、トリニティの各フォームと「雪菜アギト」への換装可能。                                                                                              |
| VOL.20 | アナザーアギト&バーニングフォーム・シャイニングフォーム             | 2003年9月  | 安藤賢司                            | 2体セット。アギトはバーニングフォームからシャイニングフォームへの換装可能。 |
| VOL.21 | 仮面ライダーアマゾン&ジャングラー                                   | 2003年12月 | 竹谷隆之                            | |
| VOL.22 | 仮面ライダークウガ マイティフォーム                                 | 2004年3月  | 竹谷隆之                            | ドラゴン、ペガサス、タイタンの3フォームへの換装可能。 |
| VOL.23 | 仮面ライダー龍騎                                                    | 2004年5月  | 安藤賢司                            | 龍騎サバイブへの換装可能。分解し、武器として装備できるドラグレッダーが付属。 |
| VOL.24 | 仮面ライダーナイト&王蛇                                             | 2004年7月  | 安藤賢司                            | 2体セット。ナイトはナイトサバイブへの換装可能。 |
| VOL.25 | オルタナティブ・ゼロ&仮面ライダーリュウガ                           | 2004年9月  | 安藤賢司                            | 2体セット。 |
| VOL.26 | 仮面ライダーZO&ドラス                                               | 2004年12月 | 竹谷隆之                            | 2体セット。 |
| VOL.27 | 仮面ライダーゾルダ&仮面ライダータイガ                               | 2005年3月  | 安藤賢司                            | 2体セット。 |
| VOL.28 | 仮面ライダーファイズ                                                | 2005年4月  | 安藤賢司                            | ウルフオルフェノクへの換装可能。 |
| VOL.29 | 仮面ライダーファイズ ブラスターフォーム&オートバジン                | 2005年8月  | 安藤賢司                            | オートバジンはビークルモードからバトルモードへの組み替え変形可能。 |
| VOL.30 | 仮面ライダーカイザ&仮面ライダーデルタ                               | 2005年9月  | 安藤賢司                            | 2体セット。 |
| VOL.31 | アクマイザー3                                                       | 2005年12月 | 竹谷隆之                            | ザビタン、イビル、ガブラの3体セット。 |
| VOL.32 | 仮面ライダー響鬼                                                    | 2006年3月  | 安藤賢司                            | 装甲響鬼への換装可能。 |
| VOL.33 | 仮面ライダー響鬼紅&仮面ライダー轟鬼                                 | 2006年6月  | 安藤賢司                            | 2体セット。轟鬼は戸田山変身体への換装可能。 |
| VOL.34 | 仮面ライダー威吹鬼&仮面ライダー斬鬼                                 | 2006年8月  | 安藤賢司                            | 2体セット。 |
| VOL.35 | 仮面ライダーブレイド                                                | 2006年12月 | 安藤賢司                            | キングフォームまたはライトニングソニック発動状態への換装可能。 |
| VOL.36 | 仮面ライダーギャレン&仮面ライダーカリス                             | 2007年2月  | 安藤賢司                            | 2体セット。カリスはジョーカーまたはマンティスアンデッドへの換装可能。 |
| VOL.37 | 仮面ライダーブレイド ジャックフォーム&仮面ライダーレンゲル          | 2007年3月  | 安藤賢司                            | 2体セット。 |
| VOL.38 | キカイダー01&ダブルマシーン                                         | 2007年5月  | 竹谷隆之                            | |
| VOL.39 | 仮面ライダーG3&仮面ライダーG4                                       | 2007年7月  | 安藤賢司                            | 2体セット。G3はG3-Xへの換装可能。オリジナル武器として「腕部シールド」が付属。 |
| VOL.40 | 仮面ライダーアギト&マシントルネイダー                               | 2008年1月  | 安藤賢司                            | マシントルネイダーはスライダーモードへの組み替え変形可能。 |
| VOL.41 | 仮面ライダーX&アポロガイスト                                        | 2008年5月  | 竹谷隆之                            | 2体セット。アポロガイストは再生アポロガイストへの換装、素顔へのパーフェクターの装着が可能。                                                                                               |
| VOL.42 | 仮面ライダー電王 ソードフォーム&モモタロスイマジン                  | 2008年7月  | 安藤賢司                            | 2体セット。ソードフォームはプラットフォームへの換装可能。 |
| VOL.43 | 仮面ライダー電王 ガンフォーム&リュウタロスイマジン                  | 2008年9月  | 安藤賢司                            | 2体セット。 |
| VOL.44 | 仮面ライダーゼロノス&デネブイマジン                                 | 2008年12月 | 安藤賢司                            | 2体セット。ゼロノスはアルタイルフォームからベガフォームへの換装可能。 |
| VOL.45 | 仮面ライダー電王 ライナーフォーム&仮面ライダーゼロノス ゼロフォーム | 2009年1月  | 安藤賢司                            | 2体セット。 |
| VOL.46 | 仮面ライダー1号&サイクロン（仮面ライダー THE FIRST）                | 2009年2月  | 竹谷隆之                            | |
| VOL.47 | 仮面ライダー電王 クライマックスフォーム&ウラタロスイマジン          | 2009年3月  | 安藤賢司                            | 2体セット。 |
| VOL.48 | 仮面ライダーガオウ&キンタロスイマジン                               | 2009年5月  | 安藤賢司                            | 2体セット。 |
| VOL.49 | 変身忍者 嵐&魔神斎                                                  | 2009年7月  | 藤岡ユキオ（嵐） 鬼木祐二（魔神斎） | 2体セット。 |
| VOL.50 | 仮面ライダーキバ                                                    | 2009年8月  | 安藤賢司                            | キバフォームのみ。 |
| VOL.51 | 仮面ライダーディケイド                                              | 2009年11月 | 安藤賢司                            | コンプリートフォームへの換装可能。 |
| VOL.52 | 仮面ライダーカブト                                                  | 2010年1月  | 安藤賢司                            | ライダーフォームからハイパーフォーム、ゼクターカブト、ディケイドカブトへの換装可能。 |
| VOL.53 | 仮面ライダーダークカブト&仮面ライダーガタック                       | 2010年3月  | 安藤賢司                            | 2体セット。ダークカブトはマスクドフォーム、ガタックはゼクトルーパーへの換装可能。ダークカブト マスクドフォーム用の外装はVOL.52にも装着することができ、カブト マスクドフォームを再現可能。 |
| VOL.54 | 仮面ライダーイクサ&仮面ライダーダークキバ                           | 2010年5月  | 安藤賢司                            | 2体セット。イクサはセーブモードへの換装可能。 |
| VOL.55 | 仮面ライダーストロンガー&電波人間タックル                           | 2010年9月  | 安藤賢司                            | 2体セット。ストロンガーはチャージアップ形態への換装可能。シリーズ初の発光ギミック内蔵。                                                                                                   |
| VOL.56 | 仮面ライダークウガ（ディケイドエディション）                        | 2010年12月 | 安藤賢司                            | アメイジングマイティ、クウガゴウラム、ディケイドクウガへの換装可能。 |
| VOL.57 | 仮面ライダーW サイクロンジョーカー                                  | 2011年4月  | 安藤賢司                            | サイクロンジョーカーエクストリームへの換装可能。 |
| VOL.58 | 仮面ライダーW ヒートメタル&仮面ライダーW ルナトリガー               | 2011年6月  | 安藤賢司                            | 2体セット。VOL.57と組み合わせて、劇中に登場したハーフチェンジによる9フォームへの換装可能。                                                                                                |
| VOL.59 | 仮面ライダーW ファングジョーカー&仮面ライダースカル                 | 2011年8月  | 安藤賢司                            | 2体セット。スカルはスカルクリスタルへの換装可能。 |
| VOL.60 | スカイライダー                                                      | 2011年11月 | 竹谷隆之 藤岡ユキオ                 | 初期カラー仕様。 |
| VOL.61 | 仮面ライダースーパー1                                               | 2011年12月 | 竹谷隆之 藤岡ユキオ                 | ファイブハンドを換装可能。 |
| VOL.62 | 仮面ライダーZX                                                      | 2012年3月  | 竹谷隆之 藤岡ユキオ                 | |
| VOL.63 | 仮面ライダーギルス&アナザーアギト                                   | 2012年6月  | 安藤賢司                            | 2体セット。 |
| VOL.64 | 仮面ライダーオーズ タトバコンボ                                     | 2012年9月  | 安藤賢司                            | 能力開放版トラアーム、バッタレッグが付属。 |
| VOL.65 | 仮面ライダーオーズ タジャドルコンボ                                 | 2012年12月 | 安藤賢司                            | 能力開放版クジャクウィング、コンドルレッグが付属。VOL.64と組み合わせて、タカジャバおよびタカトラドルへの換装可能。                                                                        |
| VOL.66 | 仮面ライダーオーズ プトティラコンボ                                 | 2013年5月  | 安藤賢司                            | 能力開放版エクスターナルフィン、ワインドスティンガー、テイルディバイダーが付属。 |
| VOL.67 | 仮面ライダーキックホッパー&パンチホッパー                           | 2013年9月  | 安藤賢司                            | 2体セット。 |
| VOL.68 | 仮面ライダー新1号                                                   | 2014年1月  | 安藤賢司                            | エフェクトパーツ、専用ディスプレイ台座が付属。 |
| VOL.69 | 仮面ライダー旧2号                                                   | 2014年4月  | 安藤賢司                            | エフェクトパーツ、専用ディスプレイ台座が付属。 |
| VOL.70 | 仮面ライダーウィザード フレイムスタイル                             | 2014年8月  | 安藤賢司                            | オリジナルギミックとして、レッドガルーダとの合体によりガルーダShow Timeへの換装可能。 |
| VOL.71 | 仮面ライダーウィザード フレイムドラゴン&オールドラゴン              | 2015年2月  | 安藤賢司                            | オールドラゴンへの換装可能。 |
| VOL.72 | 仮面ライダー鎧武 オレンジアームズ                                   | 2016年6月  | 安藤賢司                            | オリジナルギミックとして、専用ディスプレイ台座を使い、日本甲冑風に飾ることが可能。 |
| VOL.73 | 仮面ライダードライブ タイプスピード                                 | 2016年12月 | 谷口順一                            | タイプスピード フレアへの換装可能。 |
| Vol.74 | 仮面ライダーアマゾンアルファ                                        | 2018年10月 | 竹谷隆之                            | これよりBANDAI SPIRITSに移管。パッケージはナンバリングがないが、便宜上Vol.74として表記。                                                                                                  |

### Superior Imaginative Colosseum
2019年から発売のシリーズ。商品名は「S.I.C.」のままだが、「SUPERIOR IMAGINATIVE COLOSSEUM」の略となっている。クウガを除く各製品には企画のロゴと担当原型師の名前がプリントされた専用ディスプレイスタンドが付属。
複数の造形師が手掛けた作品に対する投票を行い、その結果により商品開発が進められた。
| 品名                                  | 発売       | 原型製作      | 順位 | 主なポイント |
| ------------------------------------- | ---------- | ------------- | ---- | --- |
| 仮面ライダーフォーゼ ベースステイツ   | 2019年9月  | 坂本洋一×KOMA | 1位  | ロケットモジュール、ドリルモジュールが付属。 |
| 仮面ライダーゴースト オレ魂           | 2019年9月  | 安藤賢司      | 3位  | ムサシ魂に換装できる他、ユルセンも付属。ガンガンセイバーはブレードモード、二刀流モード、オリジナルの燭台モードに変形可能。                                                          |
| 仮面ライダー龍騎                      | 2020年1月  | 浅井真紀      | 2位  | 分解し、武器として装備できるドラグレッダーが付属。龍騎サバイブへの換装ギミックはない。                                                                                              |
| 仮面ライダークウガ マイティフォーム   | 2020年1月  | 大山竜        | 4位  | 専用ディスプレイ台座が付属。 |
| 仮面ライダーファイズ                  | 2020年10月 | 坂本洋一×KOMA |      | 「得票数1位を獲得した作品の担当原型師にはもう1体作品を作る権利を与える」という公約に基づき発表された。オリジナル武器として、3種類の武器に分割変形させられるアタッシュケースが付属。 |
| 仮面ライダーフォーゼ ロケットステイツ | 2020年12月 | 坂本洋一×KOMA |      | 『Amazon.co.jp』限定販売。 |

### S.I.C. CLASSIC
2007年に発売を開始したシリーズ。過去の作品の再発売品であり、パッケージの変更やブックレットが付属するなどの仕様の違いが見られる。
- VOL.13 仮面ライダークウガ（2007年6月再販）
- VOL.18 仮面ライダーV3&ライダーマン（2007年6月再販）
- VOL.23 仮面ライダー龍騎（2007年8月再販）
- VOL.20 アナザーアギト&バーニングフォーム・シャイニングフォーム（2007年9月再販）
- VOL.12 ハカイダー&バイク（2007年11月再販）
- VOL.21 仮面ライダーアマゾン&ジャングラー（2007年11月再販）
- VOL.28 仮面ライダーファイズ（2007年12月再販）
- VOL.35 仮面ライダーブレイド（2008年3月再販）
- VOL.7 仮面ライダー（2008年8月再販）
- VOL.9 仮面ライダーV3（2008年9月再販）
- VOL.16 仮面ライダーBLACK RX&仮面ライダーBLACK（2008年9月再販）
- VOL.17 シャドームーン&仮面ライダーBLACK（グリーンバージョン）（2008年10月再販）
- VOL.22 仮面ライダークウガ マイティフォーム （2008年12月再販）

### S.I.C. LIMITED
小売店で販売される初回限定生産品。
- キカイダー アーティストスペシャル（1999年3月発売）
- ビジンダー アーティストスペシャル（1999年3月発売）
- キカイダー00 アーティストスペシャル（1999年3月発売）
- レッドハカイダー（1999年11月発売）
- ブルーハカイダー（1999年11月発売）
- シルバーハカイダー（1999年11月発売）
- ロボット刑事K（パワーアップバージョン）（2000年11月発売）
  - いわゆる「ブローアップ」状態。
- アナザーシャドームーン （2003年8月発売）
  - 仮面ライダーBLACK（グリーンバージョン）への換装可能。
- ドラス レッドバージョン （2005年1月発売）
- 仮面ライダー裁鬼&仮面ライダー鋭鬼&仮面ライダー弾鬼 （2006年9月発売）
  - 3体セット。
- 仮面ライダークウガ ライジングフォーム （2007年9月発売）
  - ライジングマイティ、ライジングドラゴン、ライジングペガサス、ライジングタイタンの4フォームの換装可能。ライジングタイタンソードは2本付属。
- 仮面ライダー電王 ロッドフォーム&仮面ライダー電王 アックスフォーム （2008年11月発売）
  - 2体セット。

### 限定品
イベント・ネット通販・誌上限定通販限定品や、プレゼント専用の商品など。
- キカイダー シルバーバージョン
- ビジンダー シルバーバージョン
- キカイダー00 シルバーバージョン
  - 以上3種は1999年のイベント限定販売。トイザらス限定カラー版としても販売。
- 仮面ライダーV3 ブルーバージョン
  - PSソフト『仮面ライダーV3』プレゼントキャンペーン品として100名に配布。
- キカイダー ブラックバージョン 
  - 書籍『KIKAIDER 00』誌上限定通販。
- 仮面ライダークウガ THNバージョン
  - 『東映ヒーローネット』限定で500体の抽選販売。アメイジングマイティからアルティメットフォーム（ダークアイズ）、グローイングフォーム（クリアーバージョン）への換装可能。
- 仮面ライダークウガ アメイジングマイティフォーム専用パーツ
  - 『月刊ホビージャパン』誌上限定プレゼント品として100名に配布。VOL.13と組み合わせることでアメイジングマイティを再現可能。
- ハカイダー四人衆 フル可動バージョン 
  - 『東映ヒーローネット』限定受注生産。VOL.12のハカイダーのパーツ変更品にVOL.4のギルハカイダー用パーツとLIMITED版レッド・ブルー・シルバーハカイダーの武器を加えたもの。
- 十面鬼ゴルゴス 
  - 『東映ヒーローネット』限定受注生産。
- ANOTHER RX 
  - 『月刊ホビージャパン』誌上限定通販。仮面ライダーBLACK（TVカラーバージョン）への換装可能。
- 仮面ライダー龍騎（ブランク体）&仮面ライダー王蛇（ブランク体）
  - 『東映ヒーローネット』限定受注生産。
- 仮面ライダーJ 
  - 『東映ヒーローネット』限定受注生産。
- 仮面ライダーリュウガサバイブ 
  - 『月刊ホビージャパン』誌上限定通販。ドラグブラッカーが付属。
- 仮面ライダーファイズ アクセルフォーム 
  - 『東映ヒーローネット』限定受注生産。
- プレ・アマゾン 
  - 『東映ヒーローネット』限定受注生産。
- 仮面ライダー響鬼（マジョーラカラーバージョン）
- 仮面ライダーリュウガ［ドラグブラッカー］　
  - 以上2種、イベント『S.I.C. Imagination Works』限定。
- 仮面ライダーギャレン ジャックフォーム
  - 『東映ヒーローネット』限定受注生産。
- 仮面ライダー装甲響鬼（戦国時代Ver.） 
  - 書籍『HERO SAGA Vol.2』&『月刊ホビージャパン』誌上限定通販。
- 仮面ライダー轟鬼（マジョーラカラーバージョン）
  - イベント『S.I.C. Imagination Works Ani-com 2007 Hong Kong』限定。日本では『月刊ホビージャパン』誌上および『東映ヒーローネット』限定通販。
- 仮面ライダーワイルドカリス 
  - イベント『魂ネイション2008』限定。その後『魂ネイション2010』で再販され、『魂ウェブ商店 プレミアムバンダイ店』でも限定受注生産された。
- 仮面ライダーG3マイルド
  - 『東映ヒーローネット』限定受注生産。オリジナル武器として「ショットガン」「腕部シールド」が付属。
- 仮面ライダーX（原作バージョン）
  - イベント『石ノ森章太郎 生誕70周年記念 特撮英雄転 仮面ノ世界（マスカーワールド）』限定。
- モモタロスイマジン（未契約バージョン）
  - イベント『魂ネイション2009』限定。
- 仮面ライダーネガ電王
  - 『魂ウェブ商店』限定受注生産。
- ネガタロス
  - 『魂ウェブ商店プレミアムバンダイ店』限定受注生産。
- 仮面ライダーキバ エンペラーフォーム
  - 『魂ウェブ商店プレミアムバンダイ店』限定受注生産。
- 仮面ライダー電王 超クライマックスフォーム
  - 『東映ヒーローネット』限定受注生産。
- 関東十一鬼 〜揃う精鋭〜
  - 『魂ウェブ商店プレミアムバンダイ店』限定受注生産。闘鬼、勝鬼、剛鬼、蛮鬼の4体セット。
- 仮面ライダー響鬼 クリアーカラーエディション
- 仮面ライダー龍騎 クリアーカラーエディション
  - 以上2種、『S.I.C.極魂キャンペーン』プレゼント品として各1000名に配布。
- 仮面ライダー電王 ウイングフォーム
  - 書籍『S.I.C. HERO SAGA 仮面ライダー電王SPECIAL』同梱。
- 仮面ライダーNEW電王 ストライクフォーム
  - 『東映ヒーローネット』限定受注生産。
- S.I.C. SPECIAL SET 〜6人の改造人間〜
  - 『魂ウェブ商店プレミアムバンダイ店』限定受注生産。ディスプレイ用新規台座が付属。
    - 仮面ライダー新1号（VOL.14のリペイント）
    - 仮面ライダー新2号（VOL.15のリペイント）
    - 仮面ライダーV3（VOL.18）
    - ライダーマン（VOL.18）
    - 仮面ライダーX（VOL.41）
    - 仮面ライダーアマゾン（VOL.21）
- 仮面ライダーディエンド 
  - 『魂ウェブ商店プレミアムバンダイ店』限定受注生産。
- 仮面ライダーW エフェクトパーツセット 
  - 『魂ウェブ商店プレミアムバンダイ店』限定受注生産。
    - 疾風エフェクト
    - メタルシャフト用エフェクトパーツ
    - ルナ用腕パーツ
    - スリッパ「お前の罪を数えや」
    - ドーパントメモリ2種
    - ヒート用エフェクトパーツ
    - エフェクトパーツセット専用トリガーマグナム
    - トリガーマグナムエフェクトパーツ2種
- 仮面ライダー幽汽 
  - 『魂ウェブ商店プレミアムバンダイ店』限定受注生産。
    - ハイジャックフォームからスカルフォームへの換装可能。
- 仮面ライダーW サイクロンサイクロン&仮面ライダーW ジョーカージョーカー
  - 書籍『S.I.C.魂大全2011』同梱。
- 仮面ライダーW　サイクロンジョーカーゴールドエクストリーム 
  - 『東映ヒーローネット』限定受注生産。
- 仮面ライダージョーカー 
  - 『魂ウェブ商店プレミアムバンダイ店』限定受注生産。
- 仮面ライダー2号 ダークヘルメットVer.
  - 『石ノ森ストア』限定受注生産。VOL.15のリペイント。
- 仮面ライダーG電王
  - 『魂ウェブ商店プレミアムバンダイ店』限定受注生産。
- ギルスレイダー&ダークホッパー
  - 『魂ウェブ商店プレミアムバンダイ店』限定受注生産。
    - ギルスレイダーからダークホッパーへの換装可能。
- 仮面ライダーオーズ ガタキリバコンボ
  - 『魂ウェブ商店プレミアムバンダイ店』限定受注生産。
    - 能力開放版カマキリアーム、バッタレッグが付属（バッタレッグはVOL.64のものと同一）。
    - VOL.64とVOL.65をそれぞれ組み合わせて、亜種形態に換装可能。
- 仮面ライダーオーズ エフェクトセット
  - 『魂ウェブ商店プレミアムバンダイ店』限定受注生産。
    - アンク
    - アンク用小物
    - 斬撃エフェクト付きメダジャリバー
    - オーメダルホルダー
    - タトバパープルアイヘッド
    - コアメダル
    - 専用台座一式
- 仮面ライダーオーズ シャウタコンボ
  - 『魂ウェブ商店プレミアムバンダイ店』限定受注生産。
    - 能力開放版電気ウナギウィップ、タコレッグが付属。
- 仮面ライダーオーズ タジャドルコンボ（ロストブレイズVer.）
  - 『魂ウェブ商店プレミアムバンダイ店』限定受注生産。
- 仮面ライダーサイクロン
  - 『魂ウェブ商店プレミアムバンダイ店』限定受注生産。
- 仮面ライダーザビー
  - 『魂ウェブ商店プレミアムバンダイ店』限定受注生産。
    - ライダーフォームのみ。
- ウヴァ
  - 『魂ウェブ商店プレミアムバンダイ店』限定受注生産。
    - VOL.10以来となる半固定モデル。可動部分は首・両腕・両羽の3箇所。
- 強化スカイライダー
  - 『魂ウェブ商店プレミアムバンダイ店』限定受注生産。
- メズール
  - 『魂ウェブ商店プレミアムバンダイ店』限定受注生産。
    - 半固定モデル。可動部分は首・両肩の一部の2箇所。
- 仮面ライダーオーズ サゴーゾコンボ
  - 『魂ウェブ商店プレミアムバンダイ店』限定受注生産。
    - 能力開放版サイヘッド、ゴリラアーム、ゾウレッグ、ガタキリバコンボ用の能力開放版クワガタヘッドが付属。
- 仮面ライダーシン
  - 『魂ウェブ商店プレミアムバンダイ店』限定受注生産。
- 改造兵士レベル3
  - 『魂ウェブ商店プレミアムバンダイ店』限定受注生産。
- 仮面ライダーオーズ ブラカワニコンボ
  - 『魂ウェブ商店プレミアムバンダイ店』限定受注生産。
    - 能力開放版コブラヘッド、カメアーム、ワニレッグ、大型メダジャリバーが付属。
- 仮面ライダーレンゲル ジャックフォーム
  - 『月刊ホビージャパン』誌上限定通販。
- 仮面ライダーウィザード ウォータースタイル
  - 『魂ウェブ商店プレミアムバンダイ店』限定受注生産。
    - オリジナルギミックとして、ブルークラーケンとの合体によりクラーケンShow Timeへの換装可能。
- 仮面ライダー新2号
  - 『東映ヒーローネット』限定受注生産。
    - VOL.69のリペイント仕様で、新1号との握手可能な手首が付属。
- 仮面ライダーオーズ スーパータトバコンボ
  - 『魂ウェブ商店プレミアムバンダイ店』限定受注生産。
    - 能力開放版トラクローソリッド、バッタゴラスレッグ、翼が付属。
- 仮面ライダーオーズ タマシーコンボ
  - イベント『魂ネイション2014』限定。その後『魂ウェブ商店プレミアムバンダイ店』で限定抽選販売。
    - モモタロスォード、能力開放版ショッカーレッグ（VOL.65のコンドルレッグのリペイント）が付属。
- 仮面ライダーバース
  - 『魂ウェブ商店プレミアムバンダイ店』限定受注生産。
    - カッターウィングとクレーンアームを除く全バースCLAWsが付属。後述のバース・プロトタイプに付属するパーツと組み合わせることで、バース・デイとCLAWsサソリを再現可能。
- 仮面ライダーバース・プロトタイプ
  - 『魂ウェブ商店プレミアムバンダイ店』限定受注生産。
    - カッターウィング、クレーンアーム、ブレストキャノン、オリジナル武器のバースバスター・プロトタイプ（通常のバースバスターにも換装可能）、CLAWsサソリ用のジョイントパーツ一式が付属。
- キカイダー
  - 『魂ウェブ商店プレミアムバンダイ店』限定受注生産。
    - パチンコ台『CRキカイダーS.I.C.』版のデザインで完全新規造形。デンジエンドエフェクト左右一式分が付属。
- 仮面ライダーギャレン キングフォーム
  - 『月刊ホビージャパン』誌上限定通販。
- 仮面ライダーウィザード インフィニティースタイル
  - 『魂ウェブ商店プレミアムバンダイ店』限定受注生産。
    - VOL.71のパーツと組み合わせることでインフィニティードラゴンを再現できる他、オリジナルギミックとして、アックスカリバーを翼や尻尾として装着可能。
- ハカイダー
  - 『魂ウェブ商店プレミアムバンダイ店』限定受注生産。
    - パチンコ台『CRキカイダーS.I.C.』版のデザインで完全新規造形。
- 仮面ライダーオーズ ラトラーターコンボ
  - 『魂ウェブ商店プレミアムバンダイ店』限定受注生産。
    - 能力開放版ライオンヘッド、トラアーム、チーターレッグが付属（トラアームはVOL.64のものと同一）。
- 仮面ライダー斬月 メロンアームズ
  - 『魂ウェブ商店プレミアムバンダイ店』限定受注生産。
    - オリジナルギミックとして、専用ディスプレイ台座を使い、日本甲冑風に飾ることが可能。
- 仮面ライダー龍玄 ブドウアームズ
  - 『魂ウェブ商店プレミアムバンダイ店』限定受注生産。
    - オリジナルギミックとして、専用ディスプレイ台座を使い、中華甲冑風に飾ることが可能。
- 魔進チェイサー
  - 『魂ウェブ商店プレミアムバンダイ店』限定受注生産。
    - 武装チェイサー（バット&スパイダー&コブラ）に換装可能。
- 仮面ライダーバロン バナナアームズ
  - 『魂ウェブ商店プレミアムバンダイ店』限定受注生産。
    - オリジナルギミックとして、専用ディスプレイ台座を使い、西洋甲冑風に飾ることが可能。
- 仮面ライダー斬月・真 メロンエナジーアームズ
  - 『魂ウェブ商店プレミアムバンダイ店』限定受注生産。
    - オリジナルギミックとして、専用ディスプレイ台座を使い、日本甲冑風に飾ることが可能。
- 仮面ライダー鎧武 ジンバーレモンアームズ
  - 『魂ウェブ商店プレミアムバンダイ店』限定受注生産。
    - ジンバーチェリーアームズ、ジンバーピーチアームズ、さらに斬月 ジンバーメロンアームズの一部パーツを用いることでジンバーメロンアームズへの換装可能。オリジナルギミックとして、専用ディスプレイ台座を使い、日本甲冑風に飾ることが可能。
- ハートロイミュード
  - 『魂ウェブ商店プレミアムバンダイ店』限定受注生産。
- ショッカー首領 -000000-（ヘキサオーズ）
  - 『月刊ホビージャパン』誌上限定通販。
- 仮面ライダー斬月 ジンバーメロンアームズ
  - 『魂ウェブ商店プレミアムバンダイ店』限定受注生産。
    - 鎧武 ジンバーレモンアームズの一部パーツを用いることでジンバーレモンアームズ、ジンバーチェリーアームズ、ジンバーピーチアームズへの換装可能。オリジナルギミックとして、専用ディスプレイ台座を使い、日本甲冑風に飾ることが可能。
- 仮面ライダー鎧武 カチドキアームズ
  - イベント『魂ネイション2017』限定。その後『魂ウェブ商店プレミアムバンダイ店』で限定抽選販売。
    - オリジナルギミックとして、専用ディスプレイ台座を使い、日本甲冑風に飾ることが可能。
- 仮面ライダー鎧武 イチゴアームズ
  - 『魂ウェブ商店プレミアムバンダイ店』限定受注生産。
    - これまでの鎧武シリーズとは異なり、専用ディスプレイ台座が付かないため、日本甲冑状態への換装は不可となっている。
- 仮面ライダーアマゾンアルファ【Amazon.co.jp限定Ver.】
  - 『Amazon.co.jp』限定販売。
    - 専用ディスプレイ台座、『アマゾンズ』シーズン2における眼が白濁した状態の頭部が付属。
- 仮面ライダーアマゾンオメガ
  - 『魂ウェブ商店プレミアムバンダイ店』限定受注生産。

### S.I.C.匠魂
S.I.C.と同様のコンセプトで造られた手のひらサイズのトレーディングフィギュアである。ミニジオラマ仕立ての台座の上でシーンを作り出しており、それ単体で世界観を表現している。1つ500円（税抜）と低価格であるにもかかわらず、完成度が高い。
ラインナップは4種類×2種+シークレット1つの全9種で、シークレットは通常ラインナップのマイナーチェンジ。VOL.5で投入された仮面ライダークウガのホワイトカラーバージョンは単なる色違いではなく、劇中に登場した体色の白い形態である「グローイングフォーム」を表現するため造型もノーマルカラーから一部変更され、続くVOL.6以降は造形師の要望を汲んだ「アーティストカラー」として、また、一部造型を異なるものに変えることで『HERO SAGA』に登場したオリジナルカラーや劇中に登場した別フォームなどを表現するようになった。なお、VOL.3ではラインナップ中、ロボコンのみカラーバリエーションが他のラインナップと異なる銅色のカッパーとなっている。
コンビニや小売店の店頭で、中の見えない箱（ブラインドボックス）に入れられて販売されていた。
- VOL.1（2003年9月発売）
  - キカイダー（ノーマルカラー/ブロンズカラー）
  - 変身忍者 嵐（ノーマルカラー/ブロンズカラー）
  - スカイゼル（ノーマルカラー/ブロンズカラー）
  - ガッタイダー（ノーマルカラー/ブロンズカラー）
  - シークレット：キカイダー ブラックバージョン
- VOL.2（2003年12月発売）
  - 仮面ライダー1号（ノーマルカラー/ブルーメタリックカラー）
  - グランゼル（ノーマルカラー/ブルーメタリックカラー）
  - ザビタン（ノーマルカラー/ブルーメタリックカラー）
  - ハカイダー（ノーマルカラー/ブルーメタリックカラー）
  - シークレット：ショッカーライダー
- VOL.3（2004年4月発売）
  - 仮面ライダーV3（ノーマルカラー/メタリックカラー）
  - キカイダー01（ノーマルカラー/メタリックカラー）
  - イビル&ガブラ（ノーマルカラー/メタリックカラー）
  - ロボコン（ノーマルカラー/メタリックカラー）
  - シークレット：キカイダー01 ブラックバージョン
- VOL.4（2004年11月発売）
  - 仮面ライダーストロンガー（ノーマルカラー/ホワイトカラー）
  - イナズマン（ノーマルカラー/ホワイトカラー）
  - ビジンダー&サイドマシーンAパーツ（ノーマルカラー/ホワイトカラー）
  - キカイダー&サイドマシーンBパーツ（ノーマルカラー/ホワイトカラー）
    - 2体のパーツを合体させることで、サイドマシーンが完成する。

  - シークレット：仮面ライダーストロンガー（チャージアップ）
- VOL.5（2005年3月発売）
  - 仮面ライダークウガ（ノーマルカラー・ライジングマイティ/ホワイトカラー・グローイングフォーム）
  - キカイダー00（ノーマルカラー/ホワイトカラー）
  - ハカイダー（ノーマルカラー/ホワイトカラー）
    - 別パーツの脚部に換装することで、ハカイダーバイクに搭乗可能。

  - ハカイダーバイク（ノーマルカラー/ホワイトカラー）
    - ノーマルカラーのハカイダーとホワイトカラーのハカイダーバイクを組み合わせることで、TV版のハカイダーの愛車「白いカラス」を再現可能。

  - シークレット：仮面ライダークウガ アメイジングマイティ
- VOL.6（2005年7月発売）
  - 仮面ライダー1号（ノーマルカラー/アーティストカラー）
    - 別パーツの脚部に換装することで、サイクロン号に搭乗可能。

  - サイクロン号（ノーマルカラー/アーティストカラー）
  - ワルダー（ノーマルカラー/アーティストカラー）
  - シャドームーン（ノーマルカラー/アーティストカラー）
  - シークレット：アナザーシャドームーン
- VOL.7（2006年3月発売）
  - 仮面ライダー龍騎（ノーマルカラー/アーティストカラー・ブランク体）
  - ロボコン（ノーマルカラー/アーティストカラー）
    - ロボコンカーへの換装可能。

  - 仮面ライダーBLACK（ノーマルカラー/アーティストカラー・バッタ男）
    - 別パーツの脚部に換装することで、バトルホッパーに搭乗可能。

  - バトルホッパー（ノーマルカラー/アーティストカラー）
  - シークレット：仮面ライダーリュウガ
- VOL.8（2007年3月発売）
  - 仮面ライダーアギト（ノーマルカラー・グランドフォーム/アーティストカラー・フレイムフォーム）
    - 別パーツの脚部に換装することで、マシントルネイダーに搭乗可能。

  - マシントルネイダー（ノーマルカラー/アーティストカラー）
  - 仮面ライダーBLACK RX（ノーマルカラー/アーティストカラー・ANOTHER RX）
  - アカレンジャー（ノーマルカラー/アーティストカラー）
  - シークレット：仮面ライダーアギト ストームフォーム
    - ノーマルカラー版、アーティストカラー版と組み合わせることで、トリニティフォームへの換装可能。
- VOL.9（2007年11月発売）
  - 仮面ライダー1号（THE FIRST）
  - 仮面ライダー2号（THE FIRST）
    - 台座を組み合わせて展示することが可能。別パーツの脚部に換装することで、それぞれのマシンに搭乗可能。

  - サイクロン号（THE FIRST）
  - 新サイクロン号（THE FIRST）
  - 仮面ライダー響鬼
  - 仮面ライダー響鬼紅
  - ロボット刑事K
  - ロボット刑事K（ブローアップ）
  - シークレット：ロボット刑事K（ブローアップ・武装展開）
- VOL.10（2008年11月発売）
  - 仮面ライダー電王 ソードフォーム
  - 仮面ライダーネガ電王
  - モモタロス（ノーマルカラー/アーティストカラー・未契約Ver）
  - ライダーマン（ノーマルカラー/アーティストカラー）
  - モモレンジャー（ノーマルカラー/アーティストカラー）
  - シークレット：仮面ライダー電王 ガンフォーム
- 匠魂SPECIAL（VOL.5のマイナーチェンジ仕様。2006年9月発売）
  - レッドハカイダー
  - ブルーハカイダー
  - シルバーハカイダー
  - レッドハカイダーバイク
  - ブルーハカイダーバイク
  - シルバーハカイダーバイク
  - パーフェクトキカイダー&サイドマシーンAパーツ
  - ビジンダー（立ちポーズ）&サイドマシーンBパーツ
    - ビジンダーの下半身の造形が大幅に変更されている。

  - 仮面ライダークウガ（アルティメットフォーム）
- 匠魂SPECIAL 2nd（VOL.3、9のマイナーチェンジ仕様。2008年3月発売）
  - 仮面ライダー響鬼
  - 仮面ライダー響鬼紅
  - 仮面ライダー威吹鬼
  - 仮面ライダー轟鬼
  - 仮面ライダー斬鬼
  - 超神ビビューン
  - 超神バシャーン&超神ズシーン
    - それぞれVOL.3のザビタン、イビル&ガブラの仕様変更品。

  - 仮面ライダー1号（THE NEXT）
  - 仮面ライダー2号（THE NEXT）
- 匠魂SPECIAL 3rd（VOL.9、10のマイナーチェンジ仕様。2009年6月発売）
  - 仮面ライダー電王 ロッドフォーム
  - 仮面ライダー電王 アックスフォーム
  - 仮面ライダーゼロノス アルタイルフォーム
  - 仮面ライダーNEW電王 ストライクフォーム
  - 仮面ライダー弾鬼
  - 仮面ライダー鋭鬼
  - 仮面ライダー裁鬼
  - 仮面ライダーV3（THE NEXT）
  - ショッカーライダー（THE NEXT）
- 匠魂Archives（2009年3月発売）
  - キカイダー（VOL.1の再録。アーティストカラー版はホワイト）
  - ハカイダー（VOL.2の再録。アーティストカラー版は『人造人間ハカイダー』での色彩に準拠）
  - イナズマン（VOL.4の再録）
  - 仮面ライダークウガ（VOL.5の再録だが、アーティストカラー版はグローイングフォームではない）
  - 仮面ライダー1号（VOL.6の再録だが、ノーマルカラー版が新1号仕様になっている）
- 『S.I.C.SUPER COLLECTION』誌上限定通販
  - ショッカーライダー6体セット（2004年8月受注）
- イベント『S.I.C. Imagination Works』入場特典（非売品）
  - キカイダー（クリアブルー/クリアレッド）：当日券入場者対象（2007年3月16日〜21日配布）
  - キカイダー（クリアスモーク）：前売券入場者対象（2007年3月16日〜21日配布）
  - キカイダー（クリア）：プレステージ入場者対象（2007年3月15日配布）
- イベント『魂ネイション2008』入場特典（非売品）
  - 仮面ライダー1号（クリアグリーン/クリアイエロー）：当日券入場者対象（2008年3月20日〜23日配布）
  - 仮面ライダー1号（クリアスモーク）：前売券入場者対象（2008年3月20日〜23日配布）
  - 仮面ライダー1号（クリア）：プレステージ入場者対象（2008年3月19日配布）

### 魂コレクターズ
これまではフィギュアのみ、あるいは台座が付属するのみであったが、このシリーズは『S.I.C. HERO SAGA』の作例を元にした大型のジオラマとなっている。専用ACアダプター（別売）を用いることで、LEDによりジオラマの一部を発光させるギミックも盛り込まれている。
- S.I.C. HERO SAGA Vol.1 「脱出」（2007年2月発売）
  - 『MASKED RIDER EDITION -Missing Link-』の第1章「潜入」をベースに製品化。『S.I.C. HERO SAGA』においては仮面ライダー旧1号がショッカー基地に潜入し、改造されている最中の一文字隼人を発見するというシチュエーションだったが、こちらは本郷猛の改造シーンに置き換えられている。ショッカー科学陣フィギュア（3体）と改造途中の本郷が乗る手術台はマグネットで脱着でき、代わりに立った状態の仮面ライダー旧1号フィギュア（無可動）を乗せることも可能。なお、『月刊ホビージャパン』2006年10月号に『S.I.C. HERO SAGA』の特別編としてこの製品を使用した書き下ろしストーリーが掲載された。
- S.I.C. HERO SAGA Vol.2 「創世王」（2008年3月発売）
  - 『MASKED RIDER BLACK RX EDITION -After 0-』の第4章「夢幻の王」をベースに製品化。
- S.I.C. HERO SAGA Vol.3 「DARK SIDE」（2009年3月発売）
  - 『MASKED RIDER KUUGA EDITION -DARK SIDE-』をベースに製品化。

### S.I.C.極魂
全身20箇所以上が可動する全長約120mmのミニサイズのアクションフィギュア。
- Vol.01 仮面ライダー響鬼（2009年1月発売）
  - 書籍『ハイパーホビープラス Vol.6』には付録として「仮面ライダー響鬼 クリアパープルVer.」が付属。
- Vol.02 仮面ライダー龍騎（2009年7月発売）
- Vol.03 仮面ライダーナイト（2009年9月発売）
- Vol.04 仮面ライダー轟鬼（2009年9月発売）
- Vol.05 仮面ライダー斬鬼（2009年9月発売）
- Vol.06 仮面ライダーファイズ（2009年11月発売）
- Vol.07 仮面ライダーファイズ ブラスターフォーム（2009年12月発売）
- Vol.08 仮面ライダーファイズ アクセルフォーム（2009年12月発売）
- Vol.09 オートバジン（2009年12月発売）
- Vol.10 仮面ライダーブレイド（2010年2月発売）
- Vol.11 仮面ライダーワイルドカリス（2010年5月発売）
- Vol.12 仮面ライダー電王 ソードフォーム（2010年6月発売）
- Vol.13 モモタロスイマジン（2010年7月発売）
- Vol.14 仮面ライダーブレイド キングフォーム（2010年9月発売）
- Vol.15 仮面ライダーギャレン（2010年11月発売）
- Vol.16 仮面ライダーブレイド ジャックフォーム（2011年2月発売）
- Vol.17 仮面ライダーアギト グランドフォーム（2011年4月発売）
- Vol.18 マシントルネイダー（2011年7月発売）
- Vol.19 仮面ライダーアギト トリニティフォーム（2011年8月発売）
- Vol.20 仮面ライダーカイザ（2011年11月発売）
- Vol.21 ウルフオルフェノク（2011年12月発売）
- Vol.22 サイドバッシャー（2012年2月発売）
- Vol.23 ホースオルフェノク（2012年4月発売）
- Vol.24 仮面ライダークウガ マイティフォーム（2012年7月発売）
- Vol.25 仮面ライダーディケイド（2012年11月発売）
- Vol.26 仮面ライダークウガ ライジングアルティメット（2012年12月発売）
- Vol.27 トライチェイサー2000（2013年2月発売）

#### 限定版
- 仮面ライダー響鬼紅
  - イベント『魂ネイション2009』限定。
- 仮面ライダーネガ電王
  - ジャスコにて限定販売。
- モモタロスイマジン未契約ver.
  - イベント『魂ネイション2010』限定。
- デンライナーDXセット
  - 『魂ウェブ商店プレミアムバンダイ店』限定。ウラタロスイマジン、キンタロスイマジン、リュウタロスイマジンが付属。車両は繋げられる。
- 仮面ライダーアギト ストームフォーム＆フレイムフォーム
  - 『魂ウェブ商店プレミアムバンダイ店』限定。ストームハルバード、フレイムセイバーはエフェクト仕様。
- ホースオルフェノク疾走態
  - 『魂ウェブ商店プレミアムバンダイ店』限定。
- 仮面ライダークウガ3フォームセット（ドラゴンフォーム、ペガサスフォーム、タイタンフォーム）
  - 『魂ウェブ商店プレミアムバンダイ店』限定。各エフェクトや専用魂ステージも3種類ずつ付属。
- 装甲機ゴウラム
  - 『魂ウェブ商店プレミアムバンダイ店』限定。トライチェイサー2000との合体でトライゴウラムも再現可能。ライジングビートゴウラム用パーツも付属。
- 仮面ライダークウガ ライジングマイティ&ビートチェイサー2000セット
  - 『魂ウェブ商店プレミアムバンダイ店』限定。仮面ライダークウガ ライジングマイティとビートチェイサー2000のセット。

## 派生商品

### S.I.C. CLASSIC
SUPER IMAGINATIVE COLLECTION CLASSIC。TVアニメ『人造人間キカイダー THE ANIMATION』に登場するキャラクターを立体化した商品。2001年5月に発売された。なお、本家S.I.C.の"C"は"Chogokin"のCであるが、S.I.C.CLASSICの"C"は"Collection"のCである。
1. キカイダー
2. ハカイダー
3. 量産型ハカイダー

### MOVIE REALIZATION
主に仮面ライダーシリーズとは別の作品を立体化した作品。第1弾である「スチームボーイ」のみジオラマであり他はアクションフィギュアである。原型師がS.I.C.と同じ竹谷隆之・安藤賢司であり、MOVIE REALIZATIONの可動システムがS.I.C.へ移植されたり、逆にS.I.C.の可動システムがMOVIE REALIZATIONへ移植されることがある。
- スチームボーイ （2004年8月発売）
- デビルマン（実写映画版）（2004年9月発売）
- ベガ（『幻魔大戦』より）（2005年3月発売）
- 仮面ライダー1号VS仮面ライダー2号（THE FIRST版）（2006年5月発売）
- スパイダーマン&ブラックスパイダーマン（『スパイダーマン3』版）（2007年8月発売）
- エヴァンゲリオン初号機（F型装備）（2007年12月発売）
- 仮面ライダー1号VS仮面ライダー2号（THE NEXT版）（2008年3月発売）
- バットマン&バットポッド（2008年9月発売）

### ロードオブバイストンウェル
サンライズ制作のアニメ『聖戦士ダンバイン』に登場するオーラバトラーを立体化した商品。アニメのオーラバトラーよりさらに「異世界に住む生物の甲殻や筋肉組織を利用して構築されているロボット」であることを強調したデザインとなっている。
- VOL.1 ダンバイン（2005年9月発売）
- VOL.2 ビランビー（2005年12月発売）
- VOL.3 ゲド（2006年3月発売）
- VOL.4 レプラカーン（2006年12月発売）

### 牙狼シリーズ
TVドラマ『牙狼-GARO-』に登場するキャラクターを立体化した商品。S.I.C.の流れを汲んだ商品として『イクイップ&プロップ』や『魔戒可動』『GARO極魂』が発売されている。
イクイップ&プロップ：番組にも参加している造形作家の竹谷隆之が造形監修を行ったアクションフィギュア。差し替え（イクイップ）式の生身のフィギュアは本編のイメージを再現するため俳優の顔を3Dスキャンして造形されており、作品内に登場する小道具（プロップ）を模したオブジェが付属する。
- VOL.1 ガロ<鋼牙>&魔導輪ザルバ（2006年1月発売）
  - コートがない冴島鋼牙への換装可能。魔導輪ザルバのオブジェが付属。
- VOL.2 烈火炎装ガロ&魔導火（2006年3月発売）
  - 白いコート姿の冴島鋼牙への換装可能。魔導火のオブジェが付属。
- VOL.3 銀牙騎士ゼロ&魔導具シルヴァ（2006年04月発売）
  - 涼邑零への換装可能。魔導具シルヴァのオブジェが付属。
- VOL.4 魔戒騎士ガロ<大河Ver.>&魔導馬 轟天&魔導刻（2006年06月発売）
  - 魔導刻のプロップが付属。
- VOL.5 心滅獣身ガロ&ザルバ ダメージVer.（2006年08月発売）
  - イクイップ&プロップのVol.1とVol.2両方の冴島鋼牙用の頭部と、ダメージ状態のザルバのオブジェが付属。
- VOL.6 キバ&駈音ペンダント（2006年09月発売）
  - バラゴこと龍崎駈音への換装可能。駈音が身に着けていたペンダントのオブジェが付属。
- VOL.7 ガロ翼人&カオル&指輪（2006年12月発売）
  - カオルのフィギュア、カオルの指輪のプロップが付属。
- VOL.8 白夜騎士ダン&魔導具ゴルバ（2007年6月発売）
  - 山刀翼への換装可能。魔導具ゴルバのプロップが付属。

魔戒可動：「イクイップ&プロップ」を元に、肩・肘・腰・股・膝に新たな関節機構を盛り込んだ事実上のリメイク商品。造形はそのままだがプロポーションが少し変わっている。造形監修を竹谷隆之が、原型製作を藤岡ユキオが担当。
- 黄金騎士ガロ（2011年11月発売）
- 銀牙騎士ゼロ（2011年11月発売）
- 暗黒騎士キバ（2012年1月発売）
- 魔導馬ゴウテン（2012年2月発送）
  - 『魂ウェブ』限定。
- 牙狼 魔導具セット（2012年4月発送）
  - 『魂ウェブ』限定。魔導輪ザルバ、魔導具シルヴァ、龍崎駈音のペンダントのセット。
- 雷鳴騎士バロン（2012年5月発売）
- ジャアク（2012年5月発送）
  - 『魂ウェブ』限定。
- 魔導馬ライゴウ（2012年6月発送）
  - 『魂ウェブ』限定。
- 閃光騎士ロード（2012年10月発送）
  - 『魂ウェブ』限定。
- 風雲騎士バド（2013年1月発送）
  - 『魂ウェブ』限定。
- 黄金騎士ガロ 流牙Ver.（2013年9月発送）
  - 『魂ウェブ』限定。
- 炎刃騎士ゼン（2013年10月発送）
  - 『魂ウェブ』限定。
- 黄金騎士ガロ・翔（2014年1月発送）
  - 『魂ウェブ』限定。
- 天弓騎士ガイ（2014年3月発送）
  - 『魂ウェブ』限定。
- 炎刃騎士ゼン&天弓騎士ガイ 金色（こんじき）Ver.（2014年6月発送）
  - 『魂ウェブ』限定。2体セット。
- 魔導馬ギンガ（2014年8月発送）
  - 『魂ウェブ』限定。
- 幻影騎士クロウ（2014年12月発送予定）
  - 『魂ウェブ』限定。

衝撃可動：TVドラマ『衝撃ゴウライガン!!』に登場するキャラクターを立体化したアクションフィギュア。
- 光人ゴウ（2014年7月発送）
  - 『魂ウェブ』限定。

GARO極魂：S.I.C.極魂の『牙狼』版。
- Vol.01 黄金騎士牙狼（2010年11月発売）
- Vol.02 銀牙騎士絶狼（2010年12月発売）
- Vol.03 白夜騎士ダン（2011年1月発売）
- Vol.04 暗黒騎士キバ（2011年5月発売）
- 黄金騎士牙狼 大河ver.＋牙狼斬馬剣（2011年5月発送）
  - 雑誌『宇宙船』『月刊ホビージャパン』誌上限定通販。オリジナルカラーの牙狼斬馬剣付属。
- Vol.05 魔導馬 轟天（2011年7月発売）
  - アーティストカラーの牙狼斬馬剣付属。
- 黄金騎士牙狼 翼人（2011年8月発送）
  - 『魂ウェブ』限定。翼は轟天へ接続可能。

### 自分魂
自分の顔がフィギュアになるオーダーメイドフィギュア。顔写真を元にフェイスベースにプリントされマスクを脱いだ頭部を作成、また専用スタンドやプリスターパッケージに好きな文字を入れられる。
1. 仮面ライダー1号（THE NEXT版）[注釈 3]（2009年6月26日から3000個限定受注販売）
2. シャア・アズナブル（2009年10月16日から受注販売）

### MANGA REALIZATION
映画を題材にした『MOVIE REALIZATION』とは違い、漫画のキャラクターを立体化した商品。
- 『ウイングマン』ウイングマン（2009年11月発売）
  - ソーラーガーダー装着状態への換装可能。
- ウイングマン 〜デルタ・エンド〜
  - 『魂ウェブ商店』限定。黄色&赤色の2体セット。
- 『バオー来訪者』バオー（2010年3月発売）
  - 専用ディスプレイ台座が付属。
- 『覚悟のススメ』強化外骨格・零&覚醒式強化外骨格・雷電（2010年9月発売）

## ジオラマストーリー
S.I.C.シリーズを用いたジオラマ（情景模型）の写真を挿絵の代わりに使った小説作品。石森プロの早瀬マサトによって雑誌『月刊ホビージャパン』誌上で連載されている。基本的にS.I.C.のフィギュアの写真を使用しているため、変身可能な人物は変身後しか登場しない完全な仮面劇の構成となっている。

### 『KIKAIDER 00』
1999年1月号から2002年1月号まで連載。基本的にはTV版『人造人間キカイダー』と『キカイダー01』の続編とされているが、随所に原作萬画版を踏襲した場面・設定や他の石森プロ作品（スピンオフ作品を含む）とのクロスオーバーが存在している。
タイトルリスト
| 章題  | サブタイトル                      | 話数         | ディオラマ製作[17]   |
| ----- | --------------------------------- | ------------ | -------------------- |
| 序章  | 「序章・哀しき天使ビジンダー」    | Prologue:001 | 谷口順一             |
| 序章  | 「序章2・キカイダー迷走」         | Prologue:002 | 谷口順一             |
| 第1章 | 「誕生!! キカイダー00」           | Chapter:001  | 谷口順一、五島純     |
| 第1章 | 「死闘!! グリーンマンティスVS00」 | Chapter:002  | 谷口順一             |
| 第1章 | 「地獄の使者グレイサイボーグ」    | Chapter:003  | 谷口順一             |
| 第1章 | 「逆襲! ダブルキカイダー」        | Chapter:004  | 谷口順一             |
| 第2章 | 「残害! キカイダー01」            | Chapter:005  | 谷口順一             |
| 第2章 | 「悲しき玩具、そして冥王降臨」    | Chapter:006  | 谷口順一             |
| 第2章 | 「蜘蛛の糸」                      | Chapter:007  | 谷口順一             |
| 第2章 | 「蜘蛛舞」                        | Chapter:008  | 谷口順一             |
| 第2章 | 「邂逅」                          | Chapter:009  | 谷口順一             |
| 第2章 | 「ハカイダー四人衆」              | Chapter:010  | 谷口順一             |
| 第2章 | 「寄生」                          | Chapter:011  | 谷口順一             |
| 第2章 | 「叛乱」                          | Chapter:012  | 谷口順一、五島純     |
| 第2章 | 「ガッタイダー」                  | Chapter:013  | 谷口順一             |
| 第2章 | 「1000年の孤独」                  | Chapter:014  | 谷口順一             |
| 第2章 | 「シンクロニシティ」              | Chapter:015  | 谷口順一             |
| 第3章 | 「兄弟」                          | Chapter:016  | 五島純               |
| 第3章 | 「残存…」                         | Chapter:017  | 谷口順一             |
| 第3章 | 「サンクチュアリ」                | Chapter:018  | 谷口順一             |
| 第3章 | 「神躯」                          | Chapter:019  | 谷口順一             |
| 第3章 | 「狂鬼」                          | Chapter:020  | 谷口順一             |
| 第3章 | 「破戒」                          | Chapter:021  | 谷口順一             |
| 第3章 | 「メギド」                        | Chapter:022  | 谷口順一             |
| 第3章 | 「黒い聖母」                      | Chapter:023  | 谷口順一、藤岡ユキオ |
| 第3章 | 「神審人」                        | Chapter:024  | 谷口順一、藤岡ユキオ |
| 第3章 | 「心霊」                          | Chapter:025  | 鬼頭栄作             |
| 第3章 | 「GILL」                          | Chapter:026  | 谷口順一             |
| 第3章 | 「混沌」                          | Chapter:027  | 鬼頭栄作             |
| 第3章 | 「黒と白」                        | Chapter:028  | 谷口順一             |
| 第3章 | 「赤」                            | Chapter:029  | 谷口順一             |
| 第4章 | 「青」                            | Chapter:030  | 谷口順一             |
| 第4章 | 「楯」                            | Chapter:031  | 鬼頭栄作             |
| 第4章 | 「断罪」                          | Chapter:032  | 鬼頭栄作             |
| 第4章 | 「業」                            | Chapter:033  | 谷口順一             |
| 終章  | 「終章・帰還」                    | Epilogue     | 五島純               |

### 『S.I.C. HERO SAGA』
『KIKAIDER 00』終了後、2002年2月号から連載開始。
内容はTV版の挿話であったり、設定的な穴埋めであったり、パラレルワールドの話であったりと様々で、TV作品に登場しない本作品オリジナルのキャラクターが登場することもある。また連載の合間にはS.I.C.商品を使った改造作例も紹介されている。
連載内容を纏めた単行本が『S.I.C.HERO SAGA』としてホビージャパン社から発売されており、2010年5月1日には『MASKED RIDER DEN-O EDITION|MASKED RIDER DEN-O EDITION -1971年4月3日-』のみを纏めた『S.I.C.HERO SAGA 仮面ライダー電王SPECIAL』や、『MASKDE RIDER EDITION -仮面ライダー #99-』以降の長編ストーリー2編のみ掲載されたシリーズが正式なナンバーとは別に発売された。
タイトルリスト
「収録」は、掲載されている単行本を指す。
- 『vol.1』=『S.I.C.HERO SAGA vol.1』
- 『vol.2』=『S.I.C.HERO SAGA vol.2』
- 『vol.3』=『S.I.C.HERO SAGA vol.3』
- 『vol.4』=『S.I.C.HERO SAGA vol.4』
- 『電王SP』=『S.I.C.HERO SAGA 仮面ライダー電王SPECIAL』
- 『KR/W編』=『S.I.C.HERO SAGA 仮面ライダー/仮面ライダーウィザード編』
- 『D/G編』=『S.I.C.HERO SAGA 仮面ライダーディケイド/仮面ライダー鎧武編』

| 作品タイトル                                                | ホビージャパン掲載          | 収録         |
| ----------------------------------------------------------- | --------------------------- | ------------ |
| MASKED RIDER KUUGA EDITION -オデッセイ-                     | 2002年2月号 - 2002年5月号   | vol.1        |
| MASKED RIDER EDITION -Missing Link-                         | 2002年7月号 - 2002年10月号  | vol.1        |
| MASKED RIDER BLACK RX EDITION -After 0-                     | 2002年12月号 - 2003年3月号  | vol.1        |
| MASKED RIDER V3 & RIDERMAN EDITION -RIDERMAN ANOTHER AFTER- | 2003年5月号 - 2003年8月号   | vol.1        |
| MASKED RIDER AGITΩ EDITION -HEAVEN'S DOOR-                  | 2003年10月号 - 2004年3月号  | vol.2        |
| MASKED RIDER AMAZON EDITION -プレ・ステージ-                | 2004年5月号 - 2004年7月号   | vol.1        |
| MASKED RIDER RYUKI EDITION -アドベントカレンダー-           | 2004年8月号 - 2004年12月号  | vol.2        |
| MASKED RIDER ZO (& J) EDITION -ZO vs J-                     | 2005年2月号 - 2005年5月号   | vol.1        |
| MASKED RIDER RYUKI EDITION -IFの世界-                       | 2005年6月号 - 2005年8月号   | vol.2        |
| MASKED RIDER EDITION -ここより永遠に-                       | vol.1 書下ろし              | vol.1        |
| MASKED RIDER 555 EDITION -ロスト・ワールド-                 | 2005年10月号 - 2006年1月号  | vol.2        |
| AKUMAIZAR3 EDITION -BEFORE and AFTER-                       | 2006年3月号 - 2006年4月号   | vol.2        |
| MASKED RIDER HIBIKI EDITION -SEVEN OGRES-                   | 2006年6月号 - 2006年9月号   | vol.2        |
| MASKED RIDER EDITION -脱出-                                 | 2006年10月号                | vol.1        |
| MASKED RIDER BLADE EDITION -DAY AFTER TOMORROW-             | 2007年2月号 - 2007年5月号   | vol.2        |
| KIKAIDER01 EDITION -ANOTHER YESTERDAY-                      | 2007年8月号                 | vol.3        |
| MASKED RIDER AGITΩ EDITION -PROJECT G1-                     | 2007年10月号 - 2008年1月号  | vol.2        |
| MASKED RIDER KUUGA EDITION -DARK SIDE-                      | vol.2 書下ろし              | vol.2        |
| HERO SAGA SPECIAL EDITION -FOUR CARDS-                      | 2008年3月号 - 2008年6月号   | vol.3        |
| MASKED RIDER X EDITION -ゼウスの息子-                       | 2008年7月号 - 2008年9月号   | vol.3        |
| MASKED RIDER DEN-O EDITION -1971年4月3日-                   | 2008年12月号 - 2009年10月号 | vol.3 電王SP |
| MASKED RIDER KIVA -KING OF VAMPIRE-                         | 2010年1月号 - 2010年4月号   | vol.3        |
| MASKED RIDER DECADE -ストロンガーの世界-                    | 2010年6月号 - 2011年5月号   | vol.3        |
| MASKED RIDER KABUTO EDITION -since 1986-                    | vol.3 書下ろし              | vol.3        |
| KAMEN RIDER W -Playback-                                    | 2011年7月号 - 2012年1月号   | vol.4        |
| MASKED RIDER ZX -FORGET MEMORIE'S-                          | 2012年3月号 - 2012年6月号   | vol.4        |
| MASKED RIDER GILLS -仮面ライダーになってしまった男-         | 2012年8月号 - 2012年11月号  | vol.4        |
| KAMEN RIDER OOO EDTION -OOZ-                                | 2013年2月号 - 2014年1月号   | vol.4        |
| MASKED RIDER SHIN EDITION -終わりの始まり、始まりの終わり-  | vol.4 書下ろし              | vol.4        |
| MASKED RIDER EDTION -仮面ライダー #99-                      | 2014年3月号 - 2014年7月号   | 『KR/W編』   |
| KAMEN RIDER WIZARD EDTION -魔法使いの弟子-                  | 2014年10月号 - 2015年9月号  | 『KR/W編』   |
| MASKED RIDER DECADE EDTION -オーズの世界-                   | 2015年12月号 - 2017年3月号  | 『D/G編』    |
| KIKAIDER REBIRTH 『アンドロイドは電気羊の夢を見るか?』      | 2017年7月号 - 2018年5月号   | 『D/G編』    |
| KAMEN RIDER AMAZONS 『獣人症候群（シンドローム）』          | 2018年10月号 - 2018年11月号 |              |
| MASKED RIDER DEN-O 『ロスト・トレイン』                     | 2019年3月号 - 2020年8月号   |              |
スタッフ
- 原作 - 石ノ森章太郎
- ストーリー - 早瀬マサト（石森プロ）
- ディオラマ監修・製作 - 竹谷隆之、安藤賢司
- ディオラマ製作 - 谷口順一、五島純、伊澤靖志、小関正明、松宮誠一、山口泰弘、中島健一、井田恒之、野原啓幸